# Centaurea soskae
Centaurea soskae — вид квіткових рослин родини айстрових (Asteraceae). Ареал: Албанія, пн.-зх. Греція, Північна Македонія.

## Екологія
Населяє вапнякові скелі, яри, лісові галявини, скельні ущелини.

## Морфологічний опис
Це трав'яниста багаторічна рослина, дерев'яниста біля основи, поодинока або у великих пучках. Вид має жовті або жовтувато-білі квіточки та помітно біло запушені листки із сегментами більше 2 мм завширшки, особливо у прикореневих листків. Філярні придатки блідо-коричневі, з 5–8 білуватими бічними віями з кожного боку. Папус дорівнює або трохи довший за тіло сім'янки.